# Iggesund
Iggesund ist ein Ort (tätort) in der schwedischen Provinz Gävleborgs län, in der historischen Provinz (landskap) Hälsingland.

## Lage
Iggesund gehört zur Gemeinde Hudiksvall und innerhalb dieser seit 1. Januar 2016 zum Distrikt Njutånger (der namensgebende Ort liegt einige Kilometer südlich). Der Ort ist mit über 3400 Einwohnern (2015) der zweitgrößte Ort der Gemeinde. Er liegt gut 100 km Luftlinie nördlich der Provinzhauptstadt Gävle und etwa 10 km südlich von Hudiksvall am Ufer der langgestreckten Buch Iggesundsfjärden der Bottensee.
Im Südteil des Ortes mündet der Iggesundsån in die Bucht, der dem südwestlich gelegenen See Viksjön entfließt. Der Höhenunterschied von 24 m zwischen See und Meer wird durch ein kleines Wasserkraftwerk zur Elektroenergieerzeugung genutzt. Nordwestlich von Iggesund liegt der See Iggsjön, der vom Delångersån durchflossen wird, der dann etwa 10 km nordöstlich in die Ostsee mündet.
Iggesund besitzt einen Bahnhof bei Kilometer 247 der Ostküstenbahn (Ostkustbanan), die Stockholm mit Sundsvall verbindet und auf diesem Abschnitt 1924 (aus Richtung Norden) beziehungsweise 1927 durchgängig eröffnet wurde. Knapp 4 km westlich am Ort führt die neue, auf diesem Abschnitt 2011 eröffnete Trasse der Europastraße 4 vorbei. Die alte Trasse verläuft als heutige Provinzstraße X 583 durch den Ort.

## Geschichte
Unweit des seit dem 15. Jahrhundert bekannten Ortes, der zunächst von Landwirtschaft und Fischfang lebte, wurde bereits 1665 (nach anderen Angaben 1672) eine Papierfabrik errichtet (Östanå pappersbruk), und noch im selben Jahrhundert (1685) ein Eisenwerk, Iggesunds Bruk. 1721 wurde Iggesund im Großen Nordischen Krieg zeitweise von der russischen Armee besetzt und niedergebrannt.
Ab Ende des 19. Jahrhunderts wurde die Produktion des ortsbildenden Unternehmens sukzessive auf Holzverarbeitung und Papierherstellung umgestellt. Nach dem Zweiten Weltkrieg wurde die Umstrukturierung vollendet; das alte Eisenwerk wurde 1953 geschlossen. Seit den 1980er-Jahren gehört die Papierfabrik, eine der größten Schwedens, unter dem Namen Iggesunds Paperboard der heutigen Holmen AB, ebenso das holzverarbeitende Unternehmen Iggesunds Timber.
Administrativ gehörte der Ort zunächst zu Njutångers socken, aus dem 1863 die gleichnamige Landgemeinde (landskommun) hervorging. In dieser Periode war Iggesund mit seinen Industriebetrieben bereits der mit Abstand größte Ort der Gemeinde. Mit dem Anschluss der Landgemeinde Enånger erfolgte 1952 schließlich die Umbenennung in Iggesunds landskommun. Diese ging 1971 in der Gemeinde Hudiksvall auf.

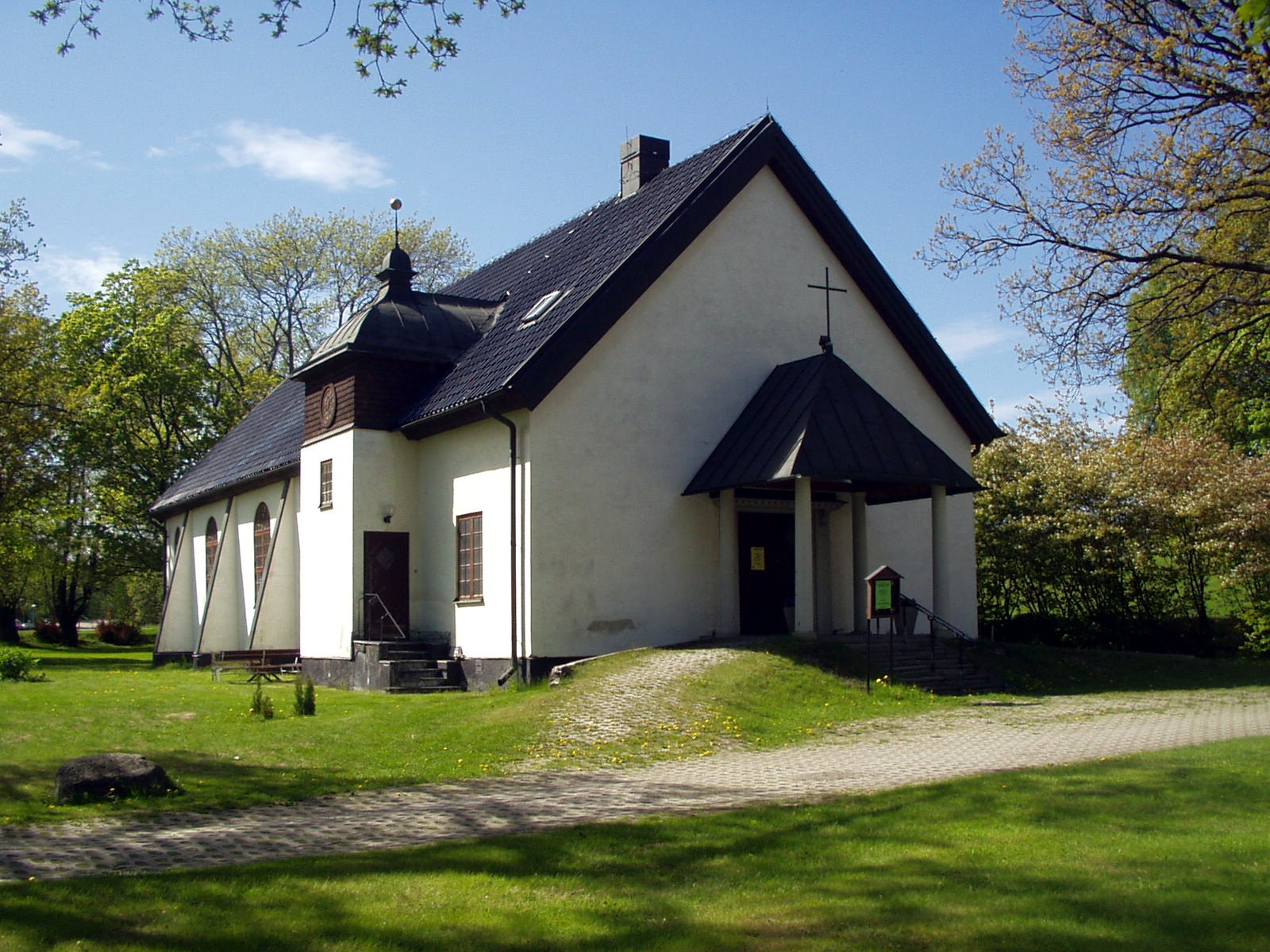
Iggesund-Kirche (als Versammlungslokal erbaut 1903, zur Kirche geweiht 1931)
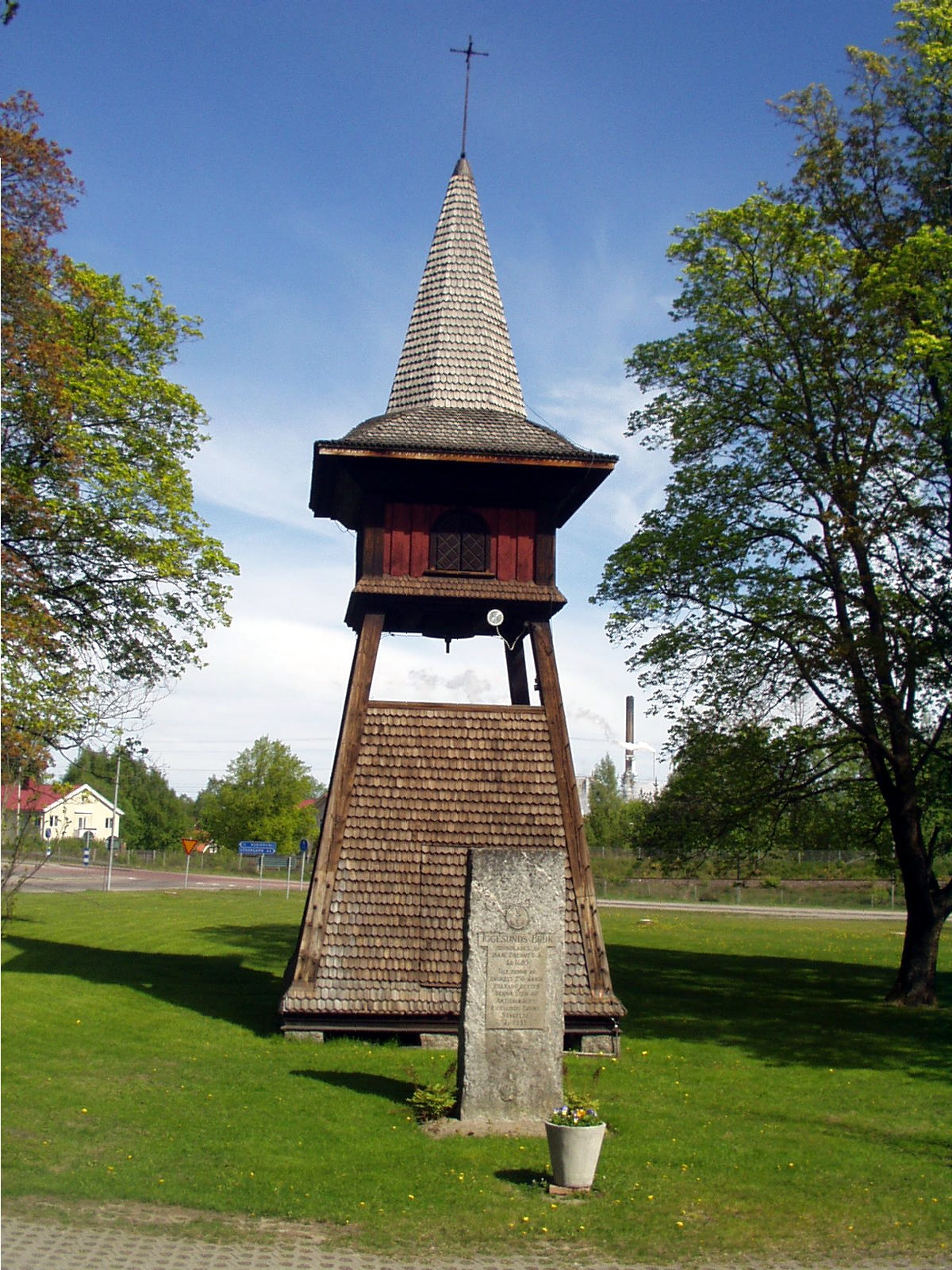
Glockenstapel der Kirche
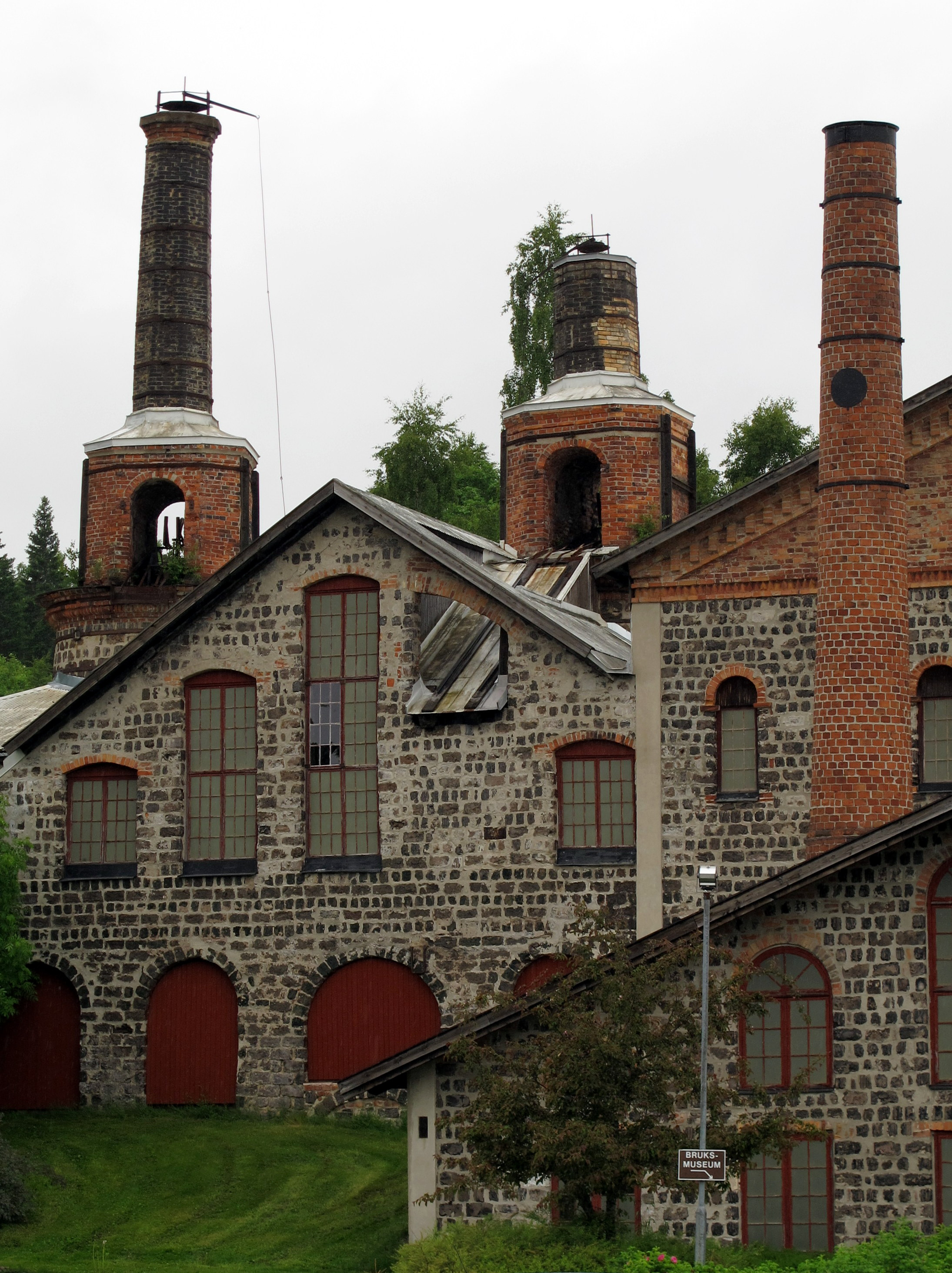
Ehemaliges Eisenwerk, heute Museum
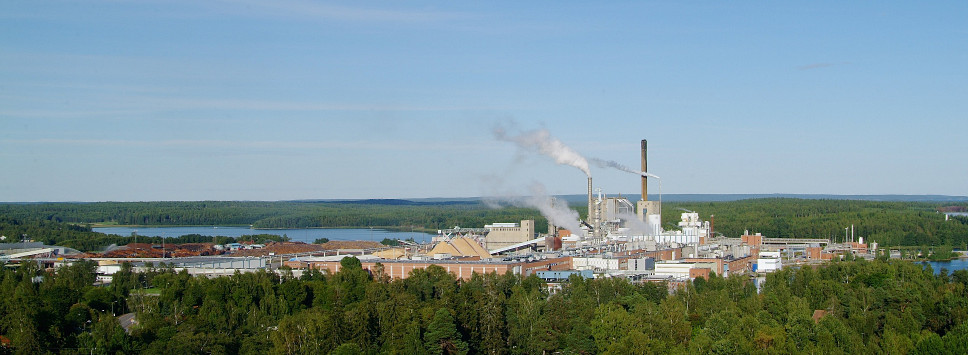
Papierfabrik Iggesund

## Sehenswürdigkeiten
Die erhaltenen Produktionsstätten und Verwaltungsgebäude des früheren Eisenwerkes Iggesunds Bruk sind heute Museum.
Einige Kilometer nordöstlich von Iggesund befindet sich der Höhlenkomplex Bodagrottorna, mit 2600 m bekannter Länge eines der weltweit größten Höhlensysteme im präkambrischen Grundgebirge.

## Söhne und Töchter des Ortes
- Ernst Bolldén (1966–2012), Tischtennisspieler
- Daniel Rickardsson (* 1982), Skilangläufer, aufgewachsen in Iggesund
- Gösta Rundqvist (1945–2010), Jazzmusiker